# Afroestricus minutus
Afroestricus minutus là một loài ruồi trong họ Asilidae. Afroestricus minutus được Bromley miêu tả năm 1936.